# S/2003 J 12
S/2003 J 12 — естественный спутник Юпитера.

## Открытие
Был обнаружен 8 февраля 2003 года астрономами из Гавайского университета Скоттом Шеппардом, Дэвидом Джуиттом, Янгой Фернандесом и Юджином Магнайером. Спутник пока не получил официального названия.

## Орбита
S/2003 J 12 совершает полный оборот вокруг Юпитера на расстоянии в среднем 17 833 000 км за 489,7 дней. Орбита имеет эксцентриситет 0,4920
. Наклон ретроградной орбиты к эклиптике составляет 151,140°. Не принадлежит ни к одной группе спутников, которые вращаются вокруг Юпитера на схожих орбитах.

## Физические характеристики
Диаметр S/2003 J 12 составляет около 1 км. Плотность оценивается в 2,6 г/см³, так как спутник состоит предположительно из преимущественно силикатных пород. Очень тёмная поверхность имеет альбедо 0,04. Звёздная величина равна 23,9m